# Bródno (gmina)
Bródno – dawna gmina wiejska istniejąca w latach 1867–1951 w woj. warszawskim. Siedzibą władz gminy były początkowo Bródno (Nowe Bródno), a po włączeniu jego do Warszawy w 1916 roku siedzibą gminy był nominalnie Targówek (choć siedziba znajdowała się na obszarze dzisiejszego Zacisza, ponieważ Targówek Mieszkaniowy i Targówek Fabryczny włączono także do Warszawy w 1916 roku).
Gmach dawnego urzędu gminy Bródno znajdował się przy współczesnej ulicy Tykocińskiej 32/34 w Warszawie (na zdjęciu w infoboxie). Obecnie mieści się tam przychodnia zdrowia.

## Historia
Gmina Bródno powstała 13 stycznia 1867 roku w związku z reformą gminną w Królestwie Polskim. Należała do powiatu warszawskiego w guberni warszawskiej. 
W 1889 roku wieś Targówek otrzymała status osady miejskiej.
6 lutego 1890 roku do Warszawy włączono Nową Pragę, Targówek (południowy), Szmulowiznę i (z gminy Wawer) Kamionek.
1 kwietnia 1916, na mocy rozporządzenia generał-gubernatora Hansa Hartwiga von Beselera, z gminy Bródno miały być wyłączone i włączone do Warszawy: przedmieście Pelcowizna, Ustronie, Nowe Bródno, Targówek i Utrata. Rok później sprecyzowano dokładny przebieg granic Warszawy, w związku z czym obszar włączony do Warszawy opisano dokładniej, przy czym uległ on pewnym zmianom lokalnym (m.in. włączono do Warszawy tylko południową część Targówka, a nie – jak zakładano wcześniej – cały). Ostatecznie do Warszawy włączono::
- teren forteczny Żerania pomiędzy Wisłą a szosą Kowieńską;
- wieś i folwark Golędzinów;
- osada Pelcowizna wraz ze stacją kolejową Praga drogi żelaznej Nadwiślańskiej;
- południowa część folwarku Różopol (od ulicy Kościuszki do ulicy Polowej, wraz z przyległą kolonią włościańską Sarnowicza wsi Żerań;
- kolonię Ustronie[14] (od toru kolejowego drogi żelaznej Nadwiślańskiej do zachodniej granicy folwarku Aleksandrów);
- język piaskowy, należący do ław piaskowych folwarku Stefanówka przy szosie fortecznej;
- osada Nowe Bródno z południowo-zachodnią częścią gruntów pogranicznych;
- cmentarz św. Wincentego z gruntami dokupionymi przez miasto do powiększenia tego cmentarza oraz cmentarz żydowski;
- południowa część terenu folwarku Bródno przy drodze Bródzieńskiej do granicy Targówka;
- południowa część osady Targówek (do granicy Hipsza – do drogi, a dalej do szosy fortecznej od folwarku Elsnerowskiego do jej zakrzywienia w pobliżu dawnego fortu XII);
- część terenu folwarku Szmulowizna, do drogi szosy fortecznej do ulicy Kawenczyńskiej;
- cała kolonia Utrata.

W okresie międzywojennym gmina Bródno należała do powiatu warszawskiego w woj. warszawskim.
1 lipca 1924 z części obszaru gminy Bródno utworzono gminę Marki:
- wieś Drewnica, folwark Drewnica, leśnictwo Drewnica;
- osada Marki;
- kolonia Osinki, kolonia Pustelnik, kolonia Rościszewo, kolonia Henryków, kolonia Czerwony Dwór, kolonia Pustelnik D, kolonia Piotrówka;
- wieś Pustelnik-Struga, kolonia Czarna Struga, kolonia Brazylka;
- wieś Siwki, kolonia Podlesie, kolonia Szybówek;
- kolonia Zielonka-Letnisko, kolonia Zielonka Bankowa, folwark Nutka Zielona;
- wszystkie inne niezaludnione osady, położone w granicach gminy Bródno na wschód od granic gruntów folwarków: Lewinów, Lewicpol i Lewandów oraz gruntów wsi Grodzisk i Brzeziny[15].

20 października 1933 gminę Bródno podzielono na 9 gromad (skład gromad w nawiasie): 
- Aleksandrów – Annopol Wiejski (kol.), Aleksandrów (kol.). Emilin (f.), Idalin (f.), Józefówka (kol.), Konstantynów (f.), Marywil (f.), Stefanówka (kol.) i Ugory (kol.);
- Białołęka – Białołęka (w.) i Białołęka (kol.);
- Bródno – Bródno (f.) i Bródno (w.);
- Brzeziny – Brzeziny (w.);
- Elsnerów – Elsnerów (w), Dotrzym (f.), Targówek (w.);
- Grodzisk – Grodzisk (w.), Grodzisk (f.), Grodzisk Nowy (kol.), Lewandów (f.);
- Targówek – Targówek (kol.), Targówek 18c (kol.) i Targówek Osiedle (kol.);
- Zacisze – Elsnerów (kol.), Elsnerów (f.), Lewinów (f.), Lewicpol (f.), Zacisze (f.), XIII (fort), Zacisze (kol.), Zacisze Ogród (kol.);
- Żerań – Annopol Miejski (kol.), Gaj (kol.), Żerań (kol.) i Żerań (f.).

27 września 1938 z gminy Bródno wyłączono obszar o ogólnej powierzchni około 450 ha, zawarty pomiędzy dotychczasową granicą powiatu prasko-warszawskiego w m. st. Warszawie (opis granicy w przypisie) i włączono go do powiatu prasko-warszawskiego w Warszawie. W praktyce oznaczało to włączenie do Warszawy Annopola i zachodniego Żerania z gromady Żerań.
1 kwietnia 1939 do gminy Bródno przyłączono gromadę Kozia Górka (Kawęczyńska) z gminy Wawer.
Podczas II wojny światowej w Generalnym Gubernatorstwie, w dystrykcie warszawskim. Okupant przekształcił 1 marca 1943 gromadę Aleksandrów w gromadę Ugory, po czym gmina Bródno składała się w 1943 roku z 10 gromad i liczyła 12,938 mieszkańców: Białołęka (628 mieszkańców), Bródno (1534), Brzeziny (345), Elsnerów (928), Grodzisk (317), Kozia Górka (38), Targówek-Osiedle (5037), Ugory (669), Zacisze (2350) i Żerań (1092).
Po wojnie gmina zachowała przynależność administracyjną sprzed wojny, przynależąc do województwa warszawskiego.
15 maja 1951 gmina Bródno została zniesiona, a jej obszar włączony do Warszawy:
- Aleksandrów,
- Białołęka,
- Bródno (Stare),
- Elsnerów,
- Kozia Górka (Kawęczyńska),
- Targówek (Północny),
- Zacisze,
- Żerań (Wschodni).

Jedynie gromady Brzeziny i Grodzisk włączono do gminy Marki (włączono je do Warszawy dopiero 1 lutego 1977).

## Zmiany terytorialne
| Miejscowość               | 1867-01-13 | 1916-04-01   | 1924-07-01   | 1938-09-27   | 1939-04-01   | 1948-01-01   | 1951-05-15   | 1952-07-01   |
| ------------------------- | ---------- | ------------ | ------------ | ------------ | ------------ | ------------ | ------------ | ------------ |
| Aleksandrów               | Bródno     | Bródno       | Bródno       | Bródno       | Bródno       | Bródno       | Warszawa (m) | Warszawa (m) |
| Annopol                   | Bródno     | Bródno       | Bródno       | Warszawa (m) | Warszawa (m) | Warszawa (m) | Warszawa (m) | Warszawa (m) |
| Białołęka                 | Bródno     | Bródno       | Bródno       | Bródno       | Bródno       | Bródno       | Warszawa (m) | Warszawa (m) |
| Bródno (folwark)          | Bródno     | Warszawa (m) | Warszawa (m) | Warszawa (m) | Warszawa (m) | Warszawa (m) | Warszawa (m) | Warszawa (m) |
| Bródno Nowe               | Bródno     | Warszawa (m) | Warszawa (m) | Warszawa (m) | Warszawa (m) | Warszawa (m) | Warszawa (m) | Warszawa (m) |
| Bródno Stare              | Bródno     | Bródno       | Bródno       | Bródno       | Bródno       | Bródno       | Warszawa (m) | Warszawa (m) |
| Brzeziny                  | Bródno     | Bródno       | Bródno       | Bródno       | Bródno       | Bródno       | Marki        | Marki        |
| Czerwony Dwór             | Bródno     | Bródno       | Marki        | Marki        | Marki        | Marki        | Marki        | Pustelnik    |
| Dotrzyma                  | Bródno     | Bródno       | Bródno       | Bródno       | Bródno       | Bródno       | Warszawa (m) | Warszawa (m) |
| Drewnica                  | Bródno     | Bródno       | Marki        | Marki        | Marki        | Marki        | Marki        | Ząbki        |
| Elsnerów                  | Bródno     | Bródno       | Bródno       | Bródno       | Bródno       | Bródno       | Warszawa (m) | Warszawa (m) |
| Golędzinów                | Bródno     | Warszawa (m) | Warszawa (m) | Warszawa (m) | Warszawa (m) | Warszawa (m) | Warszawa (m) | Warszawa (m) |
| Grodzisk                  | Bródno     | Bródno       | Bródno       | Bródno       | Bródno       | Bródno       | Marki        | Marki        |
| Konstantynów              | Bródno     | Bródno       | Bródno       | Bródno       | Bródno       | Bródno       | Warszawa (m) | Warszawa (m) |
| Lewicpol                  | Bródno     | Bródno       | Bródno       | Bródno       | Bródno       | Bródno       | Warszawa (m) | Warszawa (m) |
| Lewinów                   | Bródno     | Bródno       | Bródno       | Bródno       | Bródno       | Bródno       | Warszawa (m) | Warszawa (m) |
| Marki                     | Bródno     | Bródno       | Marki        | Marki        | Marki        | Marki        | Marki        | Marki        |
| Marywil                   | Bródno     | Bródno       | Bródno       | Bródno       | Bródno       | Bródno       | Warszawa (m) | Warszawa (m) |
| Kozia Górka (Kawęczyńska) | Wawer      | Wawer        | Wawer        | Wawer        | Bródno       | Bródno       | Warszawa (m) | Warszawa (m) |
| Pelcowizna                | Bródno     | Warszawa (m) | Warszawa (m) | Warszawa (m) | Warszawa (m) | Warszawa (m) | Warszawa (m) | Warszawa (m) |
| Pustelnik                 | Bródno     | Bródno       | Marki        | Marki        | Marki        | Marki        | Marki        | Pustelnik    |
| Siwki                     | Bródno     | Bródno       | Marki        | Marki        | Marki        | Marki        | Marki        | Zielonka     |
| Struga                    | Bródno     | Bródno       | Marki        | Marki        | Marki        | Marki        | Marki        | Pustelnik    |
| Szmulowizna               | Bródno     | Warszawa (m) | Warszawa (m) | Warszawa (m) | Warszawa (m) | Warszawa (m) | Warszawa (m) | Warszawa (m) |
| Targówek Południowy       | Bródno     | Warszawa (m) | Warszawa (m) | Warszawa (m) | Warszawa (m) | Warszawa (m) | Warszawa (m) | Warszawa (m) |
| Targówek-Osiedle          | Bródno     | Bródno       | Bródno       | Bródno       | Bródno       | Bródno       | Warszawa (m) | Warszawa (m) |
| Ugory                     | Bródno     | Bródno       | Bródno       | Bródno       | Bródno       | Bródno       | Warszawa (m) | Warszawa (m) |
| Ustronie                  | Bródno     | Warszawa (m) | Warszawa (m) | Warszawa (m) | Warszawa (m) | Warszawa (m) | Warszawa (m) | Warszawa (m) |
| Utrata                    | Bródno     | Warszawa (m) | Warszawa (m) | Warszawa (m) | Warszawa (m) | Warszawa (m) | Warszawa (m) | Warszawa (m) |
| Zacisze                   | Bródno     | Bródno       | Bródno       | Bródno       | Bródno       | Bródno       | Warszawa (m) | Warszawa (m) |
| Zielonka Bankowa          | Bródno     | Bródno       | Marki        | Marki        | Marki        | Zielonka     | Zielonka     | Zielonka     |
| Zielonka-Letnisko         | Bródno     | Bródno       | Marki        | Marki        | Marki        | Zielonka     | Zielonka     | Zielonka     |
| Żerań (Wschodni)          | Bródno     | Bródno       | Bródno       | Bródno       | Bródno       | Bródno       | Warszawa (m) | Warszawa (m) |
| Żerań (Zachodni)          | Bródno     | Bródno       | Bródno       | Warszawa (m) | Warszawa (m) | Warszawa (m) | Warszawa (m) | Warszawa (m) |